# Vincenzo Acqua
Vincenzo Acqua (Osimo, 1º maggio 1693 – Spoleto, 31 marzo 1772) è stato un vescovo cattolico italiano, conte di Osimo e vescovo di Spoleto.

## Biografia
Vincenzo Acqua era il secondo figlio di Filippo Antonio Acqua e della contessa Bonfiglia Fiorenzi Martorelli di Jesi, famiglie ambedue al pari antiche. Compiuto il corso dei primi studi giovanili, fu mandato in Roma nel 1710, al Collegio Ghisilieri. Avendo recitato un'orazione in lingua ebraica alla presenza di Clemente XI, il Pontefice gli donò una medaglia, che nel dritto ha immagine di se stesso, con un'epigrafe; "Clemens XI. 'Pont. Max., e nel rovescio si legge: Vincentio ab Aqua Uefa-atea lingua Auditori.
All'età di 25 anni entrò in qualità di primo aiutante di studio presso il celebre avvocato Martini e ottenne quindi la prelatura Amadori; dopo tre anni venne prescelto a Segreto dell'Uditor Francese nella Ruota Romana. Informato monsignor Marcello Crescenzi della dottrina e delle ottime qualità di cui era fornito Vincenzo Acqua, volle assumerlo nel 1725 come suo aiutante di studio.
Fatto poi ritorno in Roma, rifiutò vari vescovadi che gli furono offerti e preferì raggiungere il suo cardinale Crescenzi, destinato a legato di Ferrara, dove venne dichiarato Luogotenente civile della Legazione.
Essendo stata quindi conferita al cardinale Crescenzi, sciolto già dalla Legazione, la cattedra arcivescovile di Ferrara, passò a Vincenzo Acqua nel 1747 il compito di vicario generale della medesima città. A queste decorose incombenze aggiunse egli la dignità di primicerio della cattedrale, di cui venne provveduto dallo stesso Benedetto XIV e finalmente nel 1759 fu eletto vescovo di Spoleto da papa Clemente XIII.
Il 29 aprile 1772, dopo oltre cento anni di tentativi presso la Curia Romana, iniziati nel 1645, essendo vacante la sede di Spoleto per la morte del vescovo Vincenzo Acqua, papa Clemente XIV scorporò il territorio dell'antica diocesi di Spello, in cui erano oltre cinquanta chiese, dalla diocesi di Spoleto e l'aggregò a quella di diocesi di Foligno.

## Genealogia episcopale
La genealogia episcopale è:
- Cardinale Scipione Rebiba
- Cardinale Giulio Antonio Santorio
- Cardinale Girolamo Bernerio, O.P.
- Arcivescovo Galeazzo Sanvitale
- Cardinale Ludovico Ludovisi
- Cardinale Luigi Caetani
- Cardinale Ulderico Carpegna
- Cardinale Paluzzo Paluzzi Altieri degli Albertoni
- Papa Benedetto XII
- Papa Benedetto XIV
- Papa Clemente XIII
- Cardinale Ludovico Valenti
- Vescovo Vincenzo Acqua